# Campionato mondiale di hockey su ghiaccio 1990
Il campionato mondiale di hockey su ghiaccio 1990 (54ª edizione) si è svolto dal 16 aprile al 2 maggio 1990 in Svizzera, in particolare nelle città di Friburgo e Berna. Esso è stato considerato anche come campionato europeo, alla sua 65ª edizione.
Vi hanno partecipato otto rappresentative nazionali. A trionfare è stata la nazionale sovietica, che ha conquistato così il suo 22º titolo mondiale.
Per quanto riguarda il titolo europeo sono state considerate le sfide tra le nazionali europee relative al primo turno della manifestazione ed il titolo è andato in questo caso alla nazionale svedese, che ha ottenuto il suo 10º titolo europeo.

## Nazionali partecipanti
- Canada
- Svezia
- Unione Sovietica
- Cecoslovacchia
- Stati Uniti
- Finlandia
- Norvegia
- Germania Ovest

## Podio

### Mondiale
| Pos. | Squadra          |
| ---- | ---------------- |
| 1°   | Unione Sovietica |
| 2°   | Svezia           |
| 3°   | Cecoslovacchia   |

### Europeo
| Pos. | Squadra          |
| ---- | ---------------- |
| 1°   | Svezia           |
| 2°   | Unione Sovietica |
| 3°   | Cecoslovacchia   |